# Zatoka Guacanayabo
Zatoka Guacanayabo (hiszp. Golfo de Guacanayabo) – zatoka Morza Karaibskiego, położona u południowo-wschodnich wybrzeży Kuby. Ma kształt szerokiej podkowy i rozciąga się od południowego wybrzeża prowincji Camagüey na długości około 110 km, aż do południowo-zachodniego wybrzeża prowincji Granma, na północ od Przylądka Cruz. Zatoka jest płytka i usiana rafami koralowymi, a w jej centralnej części znajduje się ławica Gran Banco de Buena Esperanza. U północnego krańca zatoki, w pobliżu bagnistego ujścia rzeki Cauto, leży miasto portowe Manzanillo. W zatoce uprawiane jest wędkarstwo.